# 11124 Mikulášek
11124 Mikulášek è un asteroide della fascia principale. Scoperto nel 1996, presenta un'orbita caratterizzata da un semiasse maggiore pari a 2,2777182 UA e da un'eccentricità di 0,1959281, inclinata di 4,33303° rispetto all'eclittica.
L'asteroide è dedicato all'astronomo ceco Zdeněk Mikulášek.